# Yāna
Yana es una palabra sánscrita con una gama de significados que incluye sustantivos como ‘vehículo’, ‘viaje’ o ‘camino’, y verbos como ‘ir, moverse, montar o marchar’. 
En el ámbito del budismo e hinduismo, yana y marga (‘camino, senda’) expresan la metáfora de la práctica espiritual como un camino o un viaje. Textos ancestrales de ambas religiones hablan de doctrinas y prácticas asociadas con varios yanas. 
En el budismo, yana a menudo explica la metáfora del camino espiritual con la idea de varios vehículos que transportan a una persona a lo largo de dicho camino. 
La metáfora yana/marga es similar a la imagen china de Tao, pero las culturas india y china parecen haber desarrollado estas metáforas de manera independiente.

## Orígenes de yana: vehículos y caminos
El uso de yana para referirse a un viaje espiritual puede datar del Rigveda, compuesto posiblemente hacia el 1500 a. C., cuyo décimo mándala hace numerosas referencias al deva yana (el ‘camino de los dioses’) y una referencia al pitri yana (‘camino de los padres’). 
El primer verso del réquiem del Rig Veda (10.18) se traduce aproximadamente como: ‘Muerte, toma el otro camino, que es distinto del camino de los dioses’ (paraM mrityo anu parehi panthāM yaste swa itaro devayānāt). El «otro camino» es el pitryana, también mencionado en los himnos 10.2, 10.14 y 10.16. 
Devayana y pitriyana se desarrollaron desde la inquietud del Rig Veda por la inmortalidad a la preocupación clásica hindú sobre la existencia finita del samsara. 
Los Upanishad, hacen referencia al devayana y pitri yana. Entre otras diferencias, el pitriyana se refería a las prácticas religiosas de los aldeanos, y el devayana a las prácticas de los ermitaños, que vivían en los bosques. 
El Brihad Aranyaka Upanishad (2.4.11 y 4.5.12) también menciona el ekayana, que se distingue en la frase vedānām vākhekāyanam, que se traduce aproximadamente como ‘los Vedas son el camino directo al espíritu de la palabra’.
El uso budista de yana emergió del preexistente punto de vista mundial de la cultura védica. La versión pali del Satipatthana Sutta sirve como ejemplo del uso primordial de yana en un contexto budista. En este texto clásico atribuido a Sakya Muni (el Buda histórico) prescribe un número de técnicas de meditación; próximo al final del sutra, aparece la frase ekāyano ayaū bhikkhave maggo.... Este pasaje se traduce aproximadamente como ‘Esta es la vía directa a lo largo del camino de purificación’. Así, el budismo Nikaya expresó al menost algún contraste entre yana (yano en esta sintaxis pali) y marga (maggo).
Una clara distinción entre vehículo y camino aparece en los textos mahāyāna, sobre todo en el capítulo tres del Sutra del Loto, el cual relata una parábola de un padre que promete a sus hijos tres carros para convencerlos de que salgan de un edificio en llamas, que corresponden a los tres tipos de Buda. En la parábola, el carro de cabras representa la budeidad Sravaka; el carro de ciervos, la budeidad Pratyeka; y el carro de bueyes la budeidad Samyaksam. El sutra viene a decir que las enseñanzas de los tres vehículos son sólo significados convenientes (upaya); esencialmente una mentira blanca. Su propósito el dirigir a la gente hacia ekayana (el ‘único vehículo’), representado en la parábola como un carro enjoyado conducido por un buey blanco.
Yana ha sido usado posteriormente en un número de esquemas de las enseñanzas budistas del Mahayana, en las que hay dos, tres, cinco, seis, nueve y más vehículos.

## El único yana
Como se dijo anteriormente, las ideas del «camino directo» o la «única vía» aparecen en los Upanishads, y se reiteran en el Canon Pali. Los textos del Mahāyāna, como el Sutra del Loto y el Sutra Avatamsaka buscaron unir todas las enseñanzas diferentes en una única gran vía. Estos textos sirven como inspiración para usar el término ekayana en el sentido de ‘un vehículo’. Este «único vehículo» se convirtió en un aspecto clave de las doctrinas y prácticas de la Escuela Budista del Tiantai (y su versión japonesa, Escuela Budista del Tiantai), y que subsecuentemente tuvo influencia en las doctrinas y prácticas del "Chán" (y su versión japonesa, el Zen).

## Los dos yanas
Tradicionalmente, los «dos vehículos» en el budismo Mahayana son el sravakayana y el pratekyabuddhayana. Ambos se refieren a doctrinas y prácticas que supuestamente apuntan a alcanzar dos de los tres tipos de Buda. Los budistas Mahayana hacen sus votos para llegar al tercer tipo, llamados bodhisattvas. Por tanto, los textos budistas mahayánicos usan a veces términos como «seguidores de los dos vehículos» para referirse a los budistas que no aceptan los sutras del Mahayana.
Algunos sutras del Mahayana consideran que los dos vehículos juntos comprenden el Hinayana (literalmente, ‘vehículo inferior’; a veces, ‘pequeño vehículo’). Los textos modernos a veces se refieren a Mahayana e Hinayana como «dos vehículos». Pero referirse a un «vehículo inferior» podría despreciar a budistas que no consideran que los sutras Mahayana sean la palabra del Buda histórico. Más a menudo, Theravāda se refiere a muchos budistas no mahayánicos en el mundo de hoy en día. El budismo Nikaya se refiere a los budistas actuales y pasados que no aceptan los sutras Mahayana.

## Los tres yanas
Los budistas Mahayana a menudo expresan dos esquemas diferentes de los tres yanas. El primero presenta tres caminos hacia la liberación que culminan en uno de los tres tipos de Buda:
- Shravakayana: El Vehículo del Oyente: Un camino que desemboca en el Sravaka-Buddha, quien alcanza la liberación tras escuchar las enseñanzas de un Buda Bodhisattva. Si no hay un Bodhisattva presente en el mundo, los Sravaka-Buddhas no pueden descubrir el dharma.

- Pratyekayana: El vehículo individual: Un Buda solitario (Pratyekabuda) alcanza la liberación, pero no enseña a otros seres. Los budas Pratyeka no dependen de un maestro y pueden descubrir el dharma incluso si no encuentran un Bodhisattva. Suelen permanecer silentes y solitarios.

- Bodhisattvayana (Voto del bodhisattva): El Samyaksambuda logra la liberación y desea beneficiar al máximo de seres posible. Para ayudar a otros, se comprometen a permanecer en el mundo para propiciar el fin del ciclo de nacimiento y muerte.

El segundo esquema viene al uso con la aparición del Vajrayana, que creó una jerarquía de enseñanzas, siendo el Vajrayana el camino más alto. El Vajrayana a sí mismo se dividió en capas, especialmente en el budismo tibetano.
- Hinayana
- Mahāyāna
- Vajrayāna

## Los cuatro yanas
Los budistas Mahayana en ocasiones mencionan cuatro yanas que incluyen los dos esquemas de los tres yanas:
- Sravakayana
- Pratyekayana
- Mahāyāna
- Vajrayāna

## Los cinco yanas
Esta es una lista mahayánica que se encuentra en el budismo del este asiático:
- Purisayana: el vehículo humano. Este es el comienzo del camino espiritual.
- Devayana: la práctica de ética y meditación.
- Shravakayana: la práctica de la renunciación y Cuatro nobles verdades.
- Pratyekayana: práctica referida a la presenciación dependiente (pratitya-samutpada).
- Bodhisattvayana: práctica de las seis perfecciones.

## Los seis yanas
Son los cinco yanas más el Vajrayāna. Esta clasificación se asocia con el budismo Shingon en Japón. Fue inventado por Kukai para ayudar a diferenciar las enseñanzas Vajrayana que importó de China a principios del siglo IX. Kukai quiso mostrar que las nuevas enseñanzas eran completamente nuevas.

## Los nueve yanas
La escuela Nyingma de budismo tibetano tiene nueve yanas, una lista hecha por la combinación del primer tipo de los tres yanas y las seis clases de tantras.
- Shravakayana
- Pratyekayana
- Mahayana
- Vajrayana, que consiste en:
  - Tantras externos
  - Kryatantra
  - Upatantra (en tibetano spyod rgyud) ‘tantra de práctica’ y el Ubhayatantra (gnyis ka’i rgyud), ‘tantra dual’, porque practica la visión del siguiente vehículo, el Yogatantra, junto a la acción del anterior.
  - Yogatantra
  - tantras internos
  - Mahayoga
  - Anuyoga
  - Atiyoga (también Dzog Chen)

## Los doce yanas
Otra clasificación asociada con las fuentes del Mahāyāna y el Vajrayāna:
1. Sravakayana
2. Pratyekabuddhayana
3. Bodhisattvayana (Voto del bodhisattva)
4. Kriyā yoga
5. Charyayoga o Upayoga
6. Yogatantra
7. Mahayoga
8. Anuyoga
9. Atiyoga o Mahasandhiyoga; en tibetano, Dzogpa Chenpo
10. Semde
11. Longde
12. Mengagde